# أباناديس
بلدية أباناديس (بالإسبانية: Abánades) هي بلدية تقع في مقاطعة غوادالاخارا التابعة لمنطقة كاستيا لا مانتشا وسط إسبانيا.

## الديموغرافيا
بلغ عدد سكان بلدية أباناديس 75 نسمة عام 2011 (وفقاً للمعهد الوطني الإسباني للإحصاء).
| 128 | 125 | 114 | 107 | 97 | 83 | 75 |